# Вебстандарти
Вебстандарти — це формальні стандарти, що визначають та описують аспекти всесвітньої мережі. В останні роки, цей термін частіше асоціюється з тенденцією схвалення стандартних етапів створення вебсайтів, та філософією вебдизайну.

## Огляд
Вебстандарти включають багато взаємозалежних стандартів та специфікацій, деякі з яких регулюють аспекти Інтернету, а не лише веб. Навіть якщо стандарт не сфокусований на веб, він однаково прямо або опосередковано впливає на розробку та адміністрування вебсайтів і вебсервісів. В стандартах також розглядаються питання інтероперабельності (сумісності), доступності та зручності використання (usability) вебсторінок та вебсайтів.
Вебстандарти включають:
- Рекомендації, опубліковані Консорціумом World Wide Web (W3C)[2], такі як HTML/XHTML, каскадні таблиці стилів (CSS), формати зображень, такі як Portable Network Graphics (PNG) і Scalable Vector Graphics (SVG), а також технології доступності, такі як WAI-ARIA[en][3].
- Стандарти та «життєві стандарти» (англ. Living standards), опубліковані Робочою групою з технологій застосування гіпертексту у вебі (WHATWG), такі як HTML Living Standard, стандарт DOM, стандарти кодування та URL[4].
- Стандарти, опубліковані Ecma International (раніше ECMA)[5] такі як JavaScript (також відомий як ECMAScript) і JavaScript Object Notation (JSON)[3].
- Стандарти, опубліковані Міжнародною організацією зі стандартизації (ISO)[6], такі як JPEG[3].

У ширшому розумінні, такі технології також можна вважати вебстандартами:
- RFC, опубліковані Групою з розробки Інтернету (IETF)[7].
- Стандарт Unicode та різноманітні технічні звіти Unicode (UTR), опубліковані Консорціумом Юнікоду[en][8].
- Реєстри назв і адрес, які веде Управління присвоєних номерів Інтернету (IANA)[9]

Вебстандарти розвиваються специфікаціями вебтехнологій. Вебстандартами стають напрацювання організацій зі стандартизації — груп зацікавлених і часто конкурентних сторін, уповноважених на стандартизацію, — а не технології, які розробила та оголосила стандартом окрема особа або компанія. Важливо відрізняти ті специфікації, які перебувають на стадії розробки, від тих, які вже досягли остаточного статусу (у випадку специфікацій W3C, найвищого рівня зрілості).

## Рух вебстандартів
Найпершим помітним проявом руху вебстандартів був Проєкт вебстандартів, започаткований у серпні 1998 року як базова коаліція, яка бореться за покращену підтримку вебстандартів у браузерах.
Рух вебстандартів підтримує концепції вебдизайну на основі стандартів, включаючи відокремлення структури документа від зовнішнього вигляду та поведінки вебсторінки або програми; акцент на семантично структурованому вмісті, який перевіряється (тобто не містить помилок у структурі) програмним забезпеченням, підтримуваним Консорціумом World Wide Web; і прогресивне вдосконалення, багатошаровий підхід до створення вебсторінок і додатків, який дає змогу всім людям і пристроям отримувати доступ до вмісту та функціональності сторінки, незалежно від особистих фізичних можливостей (доступності), швидкості з'єднання та можливостей браузера.
До руху вебстандартів багато розробників вебсторінок створювали вебсторінки з неякісним, неправильним синтаксисом HTML, таким як «табличний макет» та GIF-пропуски — підхід, який іноді називають «супом тегів». Такі сторінки прагнули виглядати однаково в усіх браузерах певного періоду (наприклад, Microsoft Internet Explorer 4 і Netscape Navigator 4), але часто були недоступними для людей з обмеженими можливостями. Сторінки зі «супом тегів» також некоректно відображалися або працювали в старіших браузерах і вимагали відгалужень коду, таких як JavaScript для Netscape Navigator і JScript для Internet Explorer, що збільшувало вартість і складність розробки. Потреба в додатковому коді і відсутність мови кешування макету сторінки, як і часте використання зображень як тексту, зробили вебсайти «важкими» з точки зору пропускної здатності. Ці вимоги до пропускної здатності були обтяжливими для користувачів, які не мали доступу до швидкого підключення до Інтернету (у країнах, що розвиваються, у сільській місцевості тощо).
Рух вебстандартів, який започаткували Гленн Девіс, Джордж Олсен, Джеффрі Зельдман, Стівеном Чемпеон, Тодд Фарнер, Ерік А. Меєр, Тантек Челік, Дорі Сміт, Тім Брей, Джеффрі Він та інші члени Проєкту вебстандартів, замінив вимогливий до пропускної здатності «суп тегів» легкою семантичною розміткою та прогресивним удосконаленням, з метою зробити вебконтент «доступним для всіх».
Рух вебстандартів заявив, що HTML, CSS і JavaScript — це більше, ніж просто цікаві технології.
|  | Вони є способом створення вебсторінок, які сприятимуть досягненню двох цілей: витонченої й відповідної презентації та широкого доступу. Оригінальний текст (англ.) They are a way of creating Web pages that will facilitate the twin goals of sophisticated and appropriate presentation and widespread accessibility. |

Групі вдалося переконати Netscape, Microsoft та інших виробників браузерів підтримувати ці стандарти в своїх браузерах. Потім вона розпочала просування цих стандартів серед дизайнерів, які все ще використовували для створення вебсторінок «суп тегів», Adobe Flash та інші власні технології.
2007 року Дуглас Вос започаткував святкування Дня синьої шапочки, натхненний зображенням Джеффрі Зельдмана в синій шапці на обкладинці його книги 2003 року «Проєктування з використанням вебстандартів». Відтоді 30 листопада відзначають щорічне міжнародне свято вебстандартів і вебдоступності.

## Використання
Коли вебсайт або вебсторінка описують як такі, що відповідають вебстандартам, це зазвичай означає, що сайт або сторінка мають правильні HTML, CSS і JavaScript. HTML також має відповідати вказівкам щодо доступності та семантичним вимогам. Повна відповідність стандартам також охоплює належні налаштування кодування символів, правильні RSS або стрічку новин Atom, правильне RDF, правильні метадані, правильну XML, правильне вбудовування об'єктів, правильне вбудовування сценаріїв, коди, незалежні від браузера та роздільності, і правильні налаштування сервера.
Коли обговорюються вебстандарти, зазвичай вважають основоположними такі публікації:
- Рекомендації щодо мов розмітки, таких як мова розмітки гіпертексту (HTML), розширювана мова розмітки гіпертексту (XHTML) і масштабована векторна графіка (SVG) від W3C.
- Рекомендації щодо таблиць стилів[en], особливо каскадних таблиць стилів (CSS), від W3C.
- Стандарти для ECMAScript, частіше JavaScript, від Ecma International.
- Рекомендації щодо об'єктних моделей документів (DOM) від W3C.
- Правильність формування назв та адрес сторінки та всіх інших ресурсів, на які посилаються з неї (URI), на основі RFC 2396 від IETF[15].
- Правильність використання HTTP та MIME для доставки сторінки, повернення даних із неї та запиту інших ресурсів, на які посилаються з неї, на основі RFC 2616 від IETF[16].

Вебдоступність зазвичай ґрунтується на Інструкціях щодо доступності вебумісту, опублікованих Web Accessibility Initiative від W3C.
Робота у W3C щодо семантичної павутини нині зосереджена на публікаціях, пов'язаних із платформою опису ресурсів (RDF), збиранням описів ресурсів із діалектів мов (GRDDL) та мовою вебонтології (OWL).

## Видання та предмет стандартів
Рекомендації W3C — це специфікація або набір рекомендацій, які, після тривалого пошуку консенсусу, схвалили члени W3C та директор.
Інтернет-стандарт IETF характеризується високим ступенем технічної зрілості та загальною впевненістю в тому, що зазначений протокол або послуга дають значну користь для інтернет-спільноти. Специфікації, яка досягає статусу стандарту, надають номер у серії IETF STD зі збереженням оригінального номера IETF RFC.

## Тиск щодо відхилень від стандартів та з боку виробників
HTML 5 містить численні «навмисні порушення» інших специфікацій, щоб урахувати обмеження існуючих платформ.

## Перевірка на відповідність вебстандартам
Існують тести на відповідність як для HTML-коду, створеного вебсайтами, так і для правильної інтерпретації HTML-коду браузерами.

### Тести на відповідність коду вебсайту
W3C пропонує онлайн-сервіси для перевірки вебсайтів безпосередньо як для їх розробників, так і для користувачів. До них належать:
- Служба перевірки розмітки [Архівовано 22 лютого 2011 у Wayback Machine.] для перевірки розмітки (HTML, XHTML, …) вебдокументів.
- Служба перевірки CSS [Архівовано 14 лютого 2011 у Wayback Machine.] для перевірки каскадних таблиць стилів (CSS) і (X)HTML документів зі стильовими таблицями.

### Тести на відповідність для браузерів
Проєкт вебстандартів (WaSP), хоча розробка й офіційно не активна, продовжує пропонувати два рівні сервісів для перевірки браузерів:
- Тест браузера Acid2 [Архівовано 30 листопада 2021 у Wayback Machine.]
- Тест браузера Acid3 [Архівовано 9 січня 2022 у Wayback Machine.]